# Myotonie
Myotonie is een neurologisch symptoom waarbij een langdurige aanspanning van de spier ontstaat bij percussie ('beklopping'). Myotonie wordt veroorzaakt ter hoogte van het sarcolemma, het omhulsel van de spiervezel. De relaxatie van de spiervezel is vertraagd. Er is meestal geen sprake van atrofie en de spierrekkingsreflexen blijven lang normaal.
Klinische proeven die myotonie opsporen zijn percussie van de duimmuisspieren of van de tongspieren. Ter hoogte van de tong legt de clinicus een tongspatel op de ondertanden om de tong te beschermen.  Een andere tongspatel zet hij op zijn kant op de tong. Vervolgens klopt hij op die laatste tongspatel met een hamer. Bij myotonie blijven inkepingen lang aanwezig.
Bij het ballen van de vuist, kan de hand moeilijk plotseling geopend worden. Bij het dichtknijpen van de ogen, kunnen die moeilijk plotseling weer wijd geopend worden.
Een autosomaal dominant erfelijke ziekte waarbij myotonie een belangrijk symptoom is, is de ziekte van Steinert.